# 타카르쿠나박쥐
타카르쿠나박쥐(Lasiurus castaneus)는 애기박쥐과에 속하는 박쥐의 일종이다. 코스타리카와 파나마에서 발견되며, 콜롬비아에서도 서식하는 것으로 추정하고 있다.

## 특징
작은 박쥐로 몸길이가 59~61mm이고 전완장이 43~46mm, 꼬리 길이 47~52mm이다. 발 길이 10mm, 귀 길이 14~17mm, 몸무게는 최대 17g이다. 털은 길고 무성하다. 등쪽은 갈색이지만 배쪽은 거무스레하다. 각 어깨의 날개 연결부 근처에 희끄무레한 반점이 하나씩 있다. 주둥이는 짧고 뾰족하며 넓고, 검다. 귀는 거무스레하고 짧고 끝이 둥글다.

## 생태
먹이는 곤충이다.

## 분포 및 서식지
코스타리카와 파나마, 브라질 아마조나스주에 널리 분포한다. 해발 최대 1,500m 이하의 습윤 일차림에서 서식한다.